# Долгое (озеро, Пригородная волость Опочецкого района)
Долгое — озеро в Пригородной Опочецкого района Псковской области, в 6 км к юго-западу от города Опочка.
Площадь — 1,0 км² (98,0 га). Максимальная глубина — 5,0 м, средняя глубина — 3,0 м.
Ближайшим к озеру населённым пунктом является деревня Исаки (в 1 км к востоку от водоёма).
Сточное. Относится к бассейну реки Великая.
Тип озера плотвично-окуневый. Массовые виды рыб: щука, плотва, окунь, ерш, красноперка, карась, линь, вьюн; широкопалый рак (единично).
Для озера характерно: илисто-песчаное дно, сплавины; местами берега заболочены, на берегу — леса, болото, луга.